# Zinsaufwand
Zinsaufwand (englisch interest paid) ist im Rechnungswesen der periodenbezogene betriebliche Aufwand für gezahlte Fremdkapital-Zinsen, der in der Kosten- und Leistungsrechnung übernommen wird. Der korrespondierende Ertrag heißt Zinsertrag. 

## Allgemeines
Zinsen für Fremdkapital belasten als Aufwand die Gewinn- und Verlustrechnung und als Ausgabe die Liquidität eines Unternehmens. Eigenkapitalstarke Unternehmen haben weniger Zinsaufwand zu tragen als vergleichbare eigenkapitalschwache. Sie erreichen deshalb früher die Gewinnschwelle als eigenkapitalschwache Unternehmen. Erhöhungen des Zinsniveaus wirken sich deshalb bei eigenkapitalschwachen Unternehmen deutlich negativer aus als bei eigenkapitalstarken und umgekehrt (Leverage-Effekt). 
Der Zinsaufwand wird handelsrechtlich „Zinsen und ähnliche Aufwendungen“ genannt und ist nach § 275 Abs. 2 Nr. 13 HGB (Gesamtkostenverfahren) bzw. Nr. 12 HGB (Umsatzkostenverfahren) gesondert auszuweisen. Eine Aktivierung des Zinsaufwandes innerhalb der Herstellungskosten ist nach § 255 Abs. 3 HGB nur möglich, wenn Kredite speziell für die Herstellung eines Vermögensgegenstandes aufgenommen wurden. Sie führt dazu, dass gezahlter Zinsaufwand nicht in der Gewinn- und Verlustrechnung erscheint, sondern als Vermögen ausgewiesen wird. Dadurch wiederum entstehen höhere Gewinne oder niedrigere Verluste.

## Inhalt
Zur Position des Zinsaufwandes gehören insbesondere nach 
- Art der Kreditzinsen: Festzinsen oder variable Zinsen, Sollzinsen, Überziehungszinsen, Verzugszinsen, auch in Fremdwährung;
- Gläubiger der Kreditzinsen: Bankkredite, aufgenommene Anleihen, Schuldscheindarlehen, Gesellschafterdarlehen;
- Sonstige: Abschreibungen auf ein aktiviertes Disagio sowie Aufwendungen aus der Aufzinsung von Rückstellungen und Verbindlichkeiten (§ 277 Abs. 5 HGB).

Voraussetzung ist regelmäßig, dass Zinsen eine laufzeitabhängige Komponente enthalten müssen. 
Sonderfälle sind das Skonto und die Zinskomponente des Altersversorgungsaufwands (siehe Pensionsrückstellungen). 
- Die wirtschaftliche Natur des Skontos ist umstritten. Das nicht beanspruchte Lieferanten-Skonto gilt nach der Zinstheorie als Zinsaufwand für einen Lieferantenkredit, nach der Preisminderungstheorie handelt es sich um eine Preisermäßigung bei Zahlung innerhalb der Skontofrist.[1] Jedenfalls sind sie handelsrechtlich als Anschaffungspreisminderungen zu behandeln (§ 255 Abs. 1 HGB) und daher nicht Bestandteil des Zinsaufwandes;
- Bei der Zinskomponente des Altersversorgungsaufwands handelt es sich um Aufwendungen aus der Abzinsung, die nach § 277 Abs. 5 HGB als Zinsaufwand zu verbuchen sind.[2] IAS 19.61 (2011) gibt hingegen nicht vor, ob dieser Zinsaufwand bei den Pensionsrückstellungen zu passivieren oder in der Gewinn- und Verlustrechnung einem bestimmten Aufwandsposten zuzuordnen ist (IAS 19.119).

## Kennzahlen
Der Zinsaufwand ist Bestandteil verschiedener betriebswirtschaftlicher Kennzahlen zur Beurteilung der Schuldenlage eines Unternehmens. Der durchschnittliche Zinssatz, den ein Unternehmen für sein Fremdkapital zahlt, wird wie folgt ermittelt: 
{\displaystyle {\mbox{Durchschnittszins Fremdkapital}}={\frac {\mbox{Zinsaufwand}}{\mbox{zinstragende Passiva}}}}
Die Zinsaufwandsquote (Zinsintensität) beschreibt den prozentualen Anteil des Zinsaufwands an der Gesamtleistung:
{\displaystyle {\mbox{Zinsintensität}}={\frac {\mbox{Zinsaufwand}}{\mbox{Gesamtleistung}}}}
Sie ist das Ergebnis der betrieblichen Finanzierungsstruktur, also insbesondere dem Anteil von Eigen- und Fremdkapital an der Gesamtfinanzierung eines Unternehmens. Kapitalintensive, insbesondere fremdkapitalintensive Unternehmen weisen hohe Zinsaufwandsquoten auf. Da der Zinsaufwand zu den Fixkosten gehört, kann er in einer Phase der Unterbeschäftigung zu Verlusten führen. Mit Hilfe eines anderen Finanzierungs-Leverages kann der Zinsaufwand durch Erhöhung des Eigenkapitals reduziert werden. Der Zinsdeckungsgrad findet sich häufig als „financial covenant“ in Kreditverträgen wieder, er berechnet sich wie folgt:
{\displaystyle {\mbox{Zinsdeckungsgrad}}={\frac {\mbox{EBIT}}{\mbox{Zinsaufwand}}}}
Beim Schuldendienstdeckungsgrad wird der Kapitaldienst dem Gewinn vor Zinsen und Steuern (EBITDA) dem Zinsaufwand und der Tilgung einer Periode gegenübergestellt. Je höher der EBITDA ist, umso leichter fällt es einem Unternehmen, den Schuldendienst zu leisten.
{\displaystyle {\mbox{Schuldendienstdeckungsgrad}}={\frac {\mbox{EBITDA}}{\mbox{Zinsaufwand + Tilgung}}}}
Tendenziell sind eigenkapitalstarke Unternehmen besser als fremdkapitalabhängige in der Lage, den Schuldendienst zu bestreiten. Entsprechend ist der Schuldendienstdeckungsgrad bei eigenkapitalstarken Unternehmen günstiger. Er verschlechtert sich, wenn zusätzliche Schulden aufgenommen werden oder bei gleichbleibendem Schuldenstand das Zinsniveau steigt. Der Deckungsgrad muss mindestens 1:1 betragen, um durchgehend die Zahlung von Zinsen und Tilgung auf das Fremdkapital zu gewährleisten. Kritisch ist die Schuldensituation für Unternehmen – branchenabhängig – dann, wenn der Schuldendienst dauerhaft 50 % des EBITDA übersteigt, also der Cashflow das Zweifache des Schuldendienstes unterschreitet. Werden diese Grenzen nicht nur temporär überschritten, befindet sich ein Unternehmen in einer Unternehmenskrise.
Die Gesamtkapitalrentabilität
{\displaystyle {\mbox{Gesamtkapitalrentabilität}}={\frac {{\mbox{Reingewinn}}+{\mbox{Zinsaufwand}}}{\mbox{Gesamtkapital}}}}
gibt an, welche Rentabilität das im Unternehmen insgesamt eingesetzte Kapital (Eigen- und Fremdkapital) aufweist.

## International
In Österreich ist die Berücksichtigung des Zinsaufwands in der Gewinn- und Verlustrechnung in § 231 Abs. 2 Nr. 15 UGB (Gesamtkostenverfahren) und § 231 Abs. 3 Nr. 14 UGB (Umsatzkostenverfahren) geregelt. In der Schweiz heißt der Zinsaufwand „Finanzaufwand“ und ist in Art. 959b Abs. 2 Nr. 7 OR (Gesamtkostenverfahren) oder Art. 959b Abs. 3 Nr. 4 OR (Umsatzkostenverfahren) erwähnt.
In 23.1 IFRS ist geregelt, dass die Erfassung des Zinsaufwands in der Periode stattzufinden hat, in der die Fremdkapitalzinsen angefallen sind.